# Ciclul solar 6

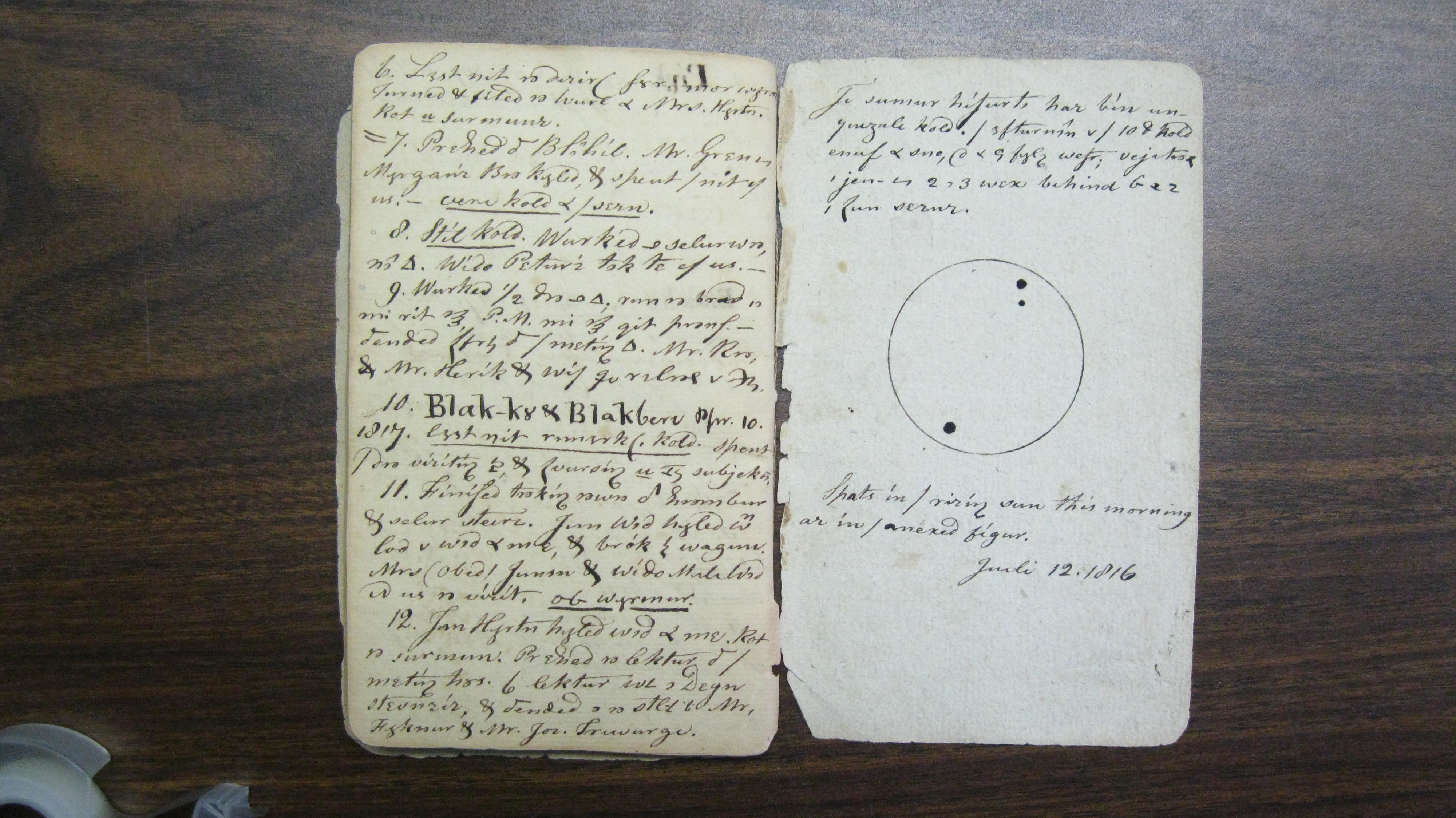
Pagini din jurnalul lui Jonathan Fisher, care descriu petele solare din timpul „anului fără vară”, 1816.

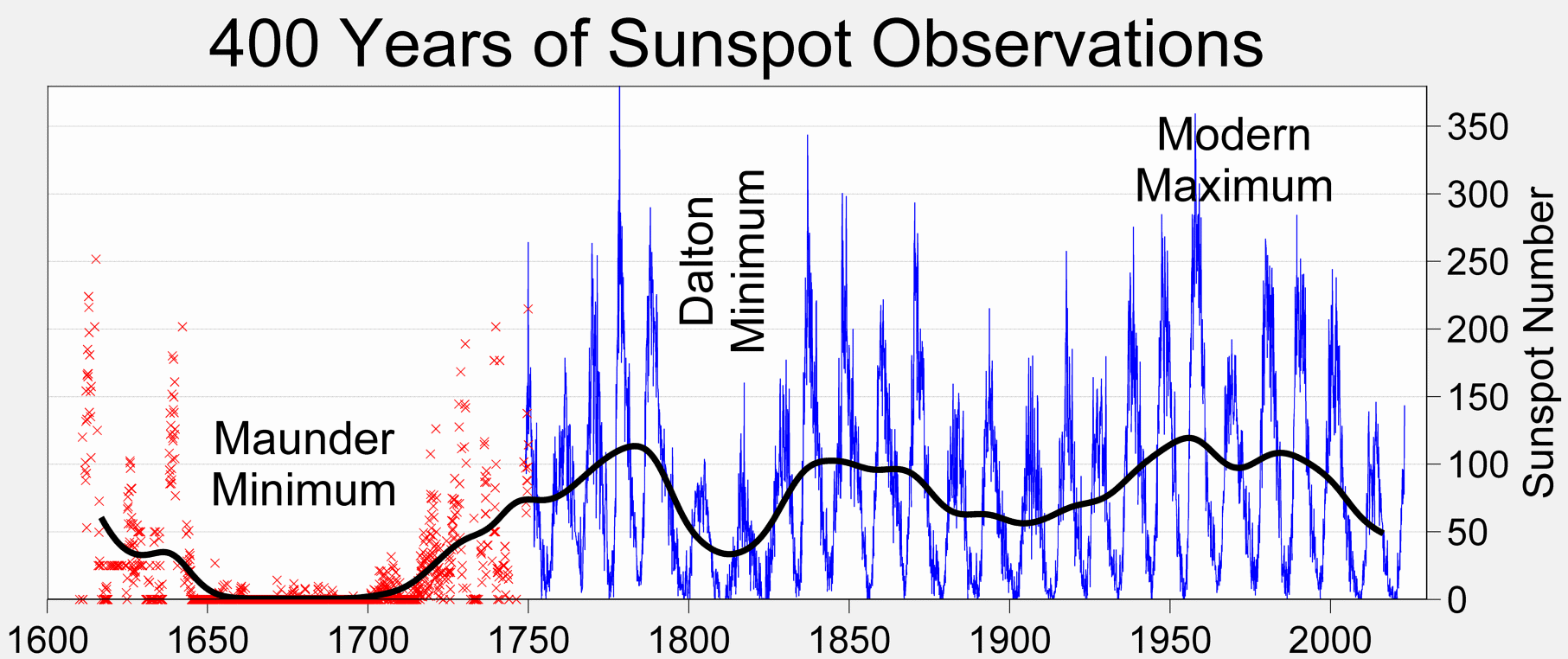
Minimul lui Dalton în 400 de ani de istorie a numărului de pete solare, arătând vârfurile scăzute pentru ciclurile solare 5 și 6.

Ciclul solar 6 a fost cel de-al șaselea ciclu solar din 1755, când a început înregistrarea extensivă a activității petelor solare. Ciclul solar a durat 12,8 ani, începând în august 1810 și încheindu-se în mai 1823 (încadrându-se astfel în Minimul lui Dalton). Numărul maxim netezit de pete solare observat în timpul ciclului solar a fost de 81,2, în mai 1816 (cel mai mic din orice ciclu de până acum, ca urmare a faptului că face parte din Minimul lui Dalton), iar minimul de început a fost de 0,0.